# 3233 Krišbarons
3233 Krišbarons là một tiểu hành tinh vành đai chính với chu kỳ quỹ đạo là 1213.5699777 ngày (3.32 năm). Nó được đặt theo tên Krišjānis Barons.
Nó được phát hiện ngày 8 tháng 9 năm 1977.